# Tiempo curvo (ciencia ficción)
Los términos tiempo curvo, espacio curvo y tiempo-espacio curvo se utilizan comúnmente en la ciencia ficción. A veces se refieren a la teoría de Einstein en que tiempo y  espacio forman un continuum que se dobla, pliega o comba desde el punto de vista del observador, en relación con factores tales como el  movimiento  o la gravedad, pero también se utilizan en referencia a nociones más fantásticas en cuanto a discontinuidades o irregularidades en el espacio-tiempo, no basadas en la ciencia del mundo real.
Según la teoría de la relatividad general de Einstein cuando un cuerpo de masa "m" y "volumen" (cada longitud de «l») se mueve con una velocidad "v", entonces muchos cambios tienen lugar en el aspecto físico. Su longitud disminuye y aumenta la masa. Estos factores se mantienen en aumento y decremento con el aumento en la velocidad. Cuando el cuerpo alcanza la velocidad de la luz "c", la longitud se convierte en cero, se convierte en masa  infinita  y se desvanece el factor tiempo. En otras palabras, no hay tiempo dentro del horizonte de sucesos del cuerpo en movimiento. De esta manera, el cuerpo a veces toma formas irregulares y cubre distancias de millones de años luz en tiempo nulo, porque el paso del tiempo para ese móvil ha desaparecido. Durante este proceso, el cuerpo se dice que se mueve con una velocidad de deformación temporal.